# Azul Brandeis
El azul Brandeis (del inglés Brandeis blue ) es un color azul mediano intenso que forma parte de la identidad visual de la Universidad Brandeis, sita en Waltham, Massachusetts, Estados Unidos.
El manual de identidad visual de la universidad define al color azul Brandeis como se ve en el recuadro de la derecha.
Este color se encuentra comprendido en los acervos iconolingüísticos de los países angloparlantes.

## Usos
La popularidad del azul Brandeis ha trascendido el ámbito universitario, habiéndose incorporado al repertorio cromático de la moda y de la indumentaria.